# Coefficients aérodynamiques
Les coefficients aérodynamiques sont des nombres sans dimension représentant les forces et moments exercés sur un objet par un écoulement, exprimés dans un repère de référence. L'adimensionnement de ces quantités (c.-à-d. les forces et moments) se fait par division :
- pour les coefficients de forces : par la pression dynamique et par la surface de référence choisie (qui doit toujours être précisée)
- pour les coefficients de moments : toujours par la pression dynamique, par la surface de référence choisie (et toujours précisée) et par la longueur de référence choisie (et toujours précisée).

Le vocabulaire et les symboles employés sont fréquemment donnés au début des rapports NACA ou rappelés par la norme AFNOR NF X02-115.

## Invention
L'invention des coefficients aérodynamiques adimensionnels date de 1923. Les pionniers de la mécanique des fluides (dont L. Prandtl et von Karman pour l'Allemagne, G. Costanzi pour l'Italie, W. Margoulis pour la France, etc.) se sont mis d'accord pour utiliser ces coefficients qu'ils nommaient alors absolus (mais qualifiaient d'adimensionnels).

## Définitions

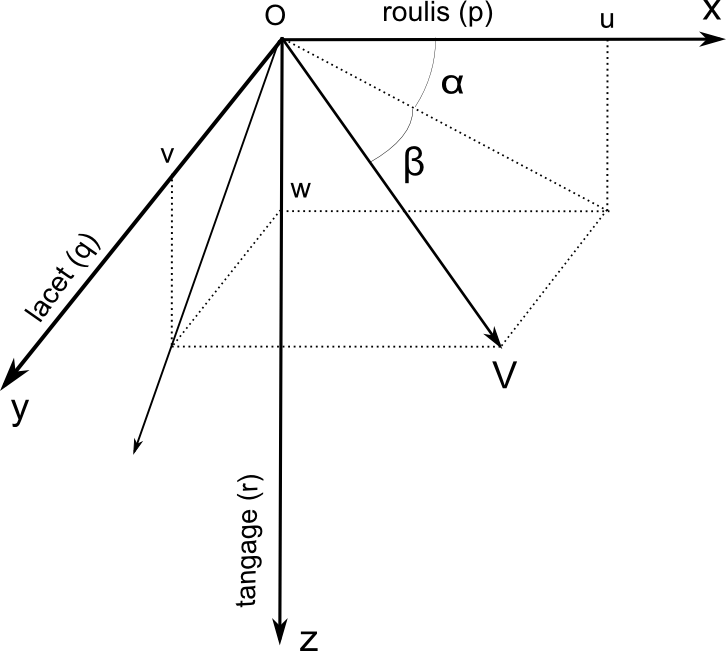
Repère aérodynamique.

On commence par définir les repères qui serviront à mesurer les forces et moments s'exerçant sur le corps.
Le premier repère (x, y, z), naturel, est lié au corps (ou objet ou engin) ; on le baptise repère corps.
Les axes x, y et z sont les axes de roulis, tangage, lacet respectivement.
Les vitesses de rotation autour de ces axes, comptées dans le sens direct, sont notées respectivement p, q et r.
Dans ce repère la vitesse est V = (u, v, w) avec
{\displaystyle u=V\cos \alpha \cos \beta }
{\displaystyle v=V\sin \beta }
{\displaystyle w=V\cos \beta \sin \alpha }
où (voir figure)
- α est l'incidence comptée positivement vers le haut (w > 0),
- β est le dérapage, positif lorsque v > 0.

Le second repère est lié à la vitesse et baptisé repère aérodynamique ou repère vent. Il est obtenu par une rotation - α autour de Oy, suivi d'une rotation β amenant Ox sur le vecteur vitesse.
La pression dynamique est :
{\displaystyle q={\frac {1}{2}}\,\rho \,V^{2}={\frac {1}{2}}\,\gamma \,p\,M^{2}}
où {\displaystyle \rho } est la masse volumique de l'atmosphère assez loin en aval du point considéré, {\displaystyle p} sa pression, {\displaystyle \gamma } l'indice adiabatique et {\displaystyle M} le nombre de Mach.

## Coefficients statiques

### Définitions
Sur l'objet s'appliquent la force F = (FA, FY, FN) et un moment B = (Bl, Bm, Bn) compté en O.
On définit les coefficients statiques de force et de moment dans le repère engin (ou repère corps) par les relations suivantes :
| Coefficient de traînée  |  | {\displaystyle F_{A}=-q\,S_{ref}\;C_{A}}         |
| Coefficient de dérapage |  | {\displaystyle F_{Y}=~~q\,S_{ref}\;C_{Y}}        |
| Coefficient de portance |  | {\displaystyle F_{N}=-q\,S_{ref}\;C_{N}}         |
| Coefficient de roulis   |  | {\displaystyle B_{l}\,=q\,S_{ref}L_{ref}\;C_{l}} |
| Coefficient de tangage  |  | {\displaystyle B_{m}=q\,S_{ref}L_{ref}\;C_{m}}   |
| Coefficient de lacet    |  | {\displaystyle B_{n}=q\,S_{ref}L_{ref}\;C_{n}}   |

où Sref et Lref sont les surface et longueur de référence. Ce sont des valeurs arbitraires liées à la définition de la pression dynamique. Toutefois des considérations de similitude peuvent justifier l'emploi de quantités physiques associées à l'engin comme le maître-couple ou la longueur. Ainsi pour un écoulement de gaz parfait sans champ externe (champ de gravité ou champ électromagnétique) les divers coefficients sont inchangés par homothétie sur le corps à condition de respecter l'invariance du nombre de Mach et du nombre de Reynolds.
Dans le repère aérodynamique (ou repère vent) on définit de même les coefficients de force Cx (ou CD), Cy et Cz (ou CL) :
| Coefficient de traînée  |  | {\displaystyle F_{x}=-q\,S_{ref}\;C_{x}}  |
| Coefficient de dérapage |  | {\displaystyle F_{y}=~~q\,S_{ref}\;C_{y}} |
| Coefficient de portance |  | {\displaystyle F_{z}=-q\,S_{ref}\;C_{z}}  |

Le lien avec les coefficients en axes engin sont obtenus par projection des forces du repère engin au repère aérodynamique :
| {\displaystyle C_{x}\equiv C_{D}=(C_{A}\cos \alpha +C_{N}\sin \alpha )\cos \beta -C_{Y}\sin \beta } |
| {\displaystyle C_{y}=C_{Y}\cos \beta +(C_{A}\cos \alpha +C_{N}\sin \alpha )\,\sin \beta }           |
| {\displaystyle C_{z}\equiv C_{L}=C_{N}\cos \alpha -C_{A}\sin \alpha }                               |

### Transport des moments, centres de pression
Les moments définis en O peuvent être transportés en tout point G (en général le centre de gravité) par la formule de Varignon :
{\displaystyle \mathbf {B} _{G}=\mathbf {B} _{O}-\mathbf {OG} \wedge \mathbf {F} }
D'où les expressions :
| {\displaystyle C_{l_{G}}=C_{l_{O}}+{\frac {y_{G}}{L_{ref}}}\,C_{N}+{\frac {z_{G}}{L_{ref}}}\,C_{Y}} |
| {\displaystyle C_{m_{G}}=C_{m_{O}}-{\frac {x_{G}}{L_{ref}}}\,C_{N}+{\frac {z_{G}}{L_{ref}}}\,C_{A}} |
| {\displaystyle C_{n_{G}}=C_{n_{O}}-{\frac {x_{G}}{L_{ref}}}\,C_{Y}-{\frac {y_{G}}{L_{ref}}}\,C_{A}} |
Le centre de poussée est défini comme étant le point où BG = 0 et donc où les la connaissance des efforts se limite à celle de la force F. Un tel point n'existe que si BO est orthogonal à F, ce qui n'est généralement pas le cas. On peut cependant définir des centres de poussée pour chacun des plans (Ox, Oy), (Ox, Oz) et (Oy, Oz). Par exemple pour le premier :
{\displaystyle {\frac {x_{G_{xy}}}{L_{ref}}}={\frac {C_{m}}{C_{N}}}+{\frac {z_{G_{xy}}}{L_{ref}}}\,{\frac {C_{A}}{C_{N}}}\,,\;\;\;y_{G_{xy}}=0}
zGxy est quelconque et pris nul par convention. On fait de même sur les autres plans et au total on obtient :
| {\displaystyle {\frac {x_{G_{xy}}}{L_{ref}}}={\frac {C_{m}}{C_{N}}}}  |
| {\displaystyle {\frac {x_{G_{xz}}}{L_{ref}}}={\frac {C_{n}}{C_{Y}}}}  |
| {\displaystyle {\frac {x_{G_{yz}}}{L_{ref}}}=-{\frac {C_{l}}{C_{Y}}}} |

## Coefficients dynamiques
Des effets instationnaires peuvent apparaître au cours d'un mouvement de rotation ou d'une accélération de l'engin. Ils se manifestent en modifiant la valeur des coefficients statiques, principalement sous forme d'un terme d'amortissement de la rotation. Leur intensité est généralement faible.